# Mal Waldron

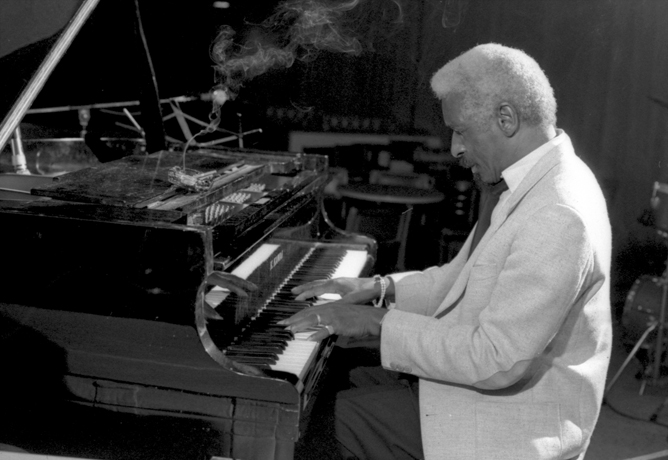
Mal Waldron (1987)

Malcolm Earl „Mal“ Waldron (* 16. August 1925 in New York City, New York; † 2. Dezember 2002 in Brüssel, Belgien) war ein US-amerikanischer Pianist des Modern Jazz, der ab 1965 in Europa lebte. Sein Klavierspiel ist durch die repetitiven perkussiven Muster unverkennbar.

## Leben und Wirken
Waldron begann im Alter von neun Jahren mit dem Klavierspiel; als Jugendlicher teilte er die Aufmerksamkeit zwischen diesem Instrument und dem Altsaxophon, auf dem er Jazz spielte. Von 1943 leistete er seinen Militärdienst ab. Nach dem Studium des klassischen Klavierspiels und einem Bachelor in Komposition bei Karol Rathaus am Queens College (1949) komponierte er Ballettmusik, bevor er als Instrumentalist tätig wurde. 
1949 arbeitete er als Pianist bei Big Nick Nicholas. Von 1950 bis 1953 gehörte er der Band von Ike Quebec an, war zudem im Rhythm and Blues bei  Varetta Dillard und The Wanderers tätig. Von 1954 bis 1957 spielte er vor allem mit Charles Mingus (Pithecanthropus Erectus), aber auch mit Teo Macero und Teddy Charles. Als Hauspianist von Prestige Records arbeitete er unter anderem mit John Coltrane, Gene Ammons, Jackie McLean und Kenny Burrell. 1958/1959 begleitete er die Sängerin Billie Holiday (u. a. in Europa). Diese Zusammenarbeit spiegelt nach Holidays Tod seine Platte Left Alone (mit Jackie McLean) wider, die ihm letztlich große Anerkennung in Japan verschaffte. Die Jahre darauf machte er viel beachtete Aufnahmen mit Abbey Lincoln und Max Roach (Percussion Bitter Sweet) sowie mit Eric Dolphy und Booker Ervin. Durch den starken wirtschaftlichen Druck, dem Jazzmusiker in dieser Zeit oft ausgesetzt waren, erlitt er 1963 einen schweren Nervenzusammenbruch. Nach einem Jahr in der Klinik musste er einen großen Teil seines Klavierspiels wieder neu erlernen.
Ab 1965 lebte er in Europa; er arbeitete 1966 mit Dusko Goykovich, dann in Italien. Von 1967 bis in die 1990er Jahre wohnte er in München, danach zog er nach Brüssel. Ab den 1970er Jahren wurde er vor allem in Japan, aber auch in Europa sehr bekannt. Seit den 1980er Jahren trat er auch wieder regelmäßig in den USA auf. In den letzten 30 Jahren spielte er u. a. mit Jim Pepper, Chico Freeman, Marion Brown, Jeanne Lee, Steve Lacy, Embryo, Manfred Schoof, David Friesen, Archie Shepp und David Murray. Besonders hervorzuheben ist seine Zusammenarbeit mit dem Sopran-Saxofonisten Steve Lacy. Sie trafen sich das erste Mal 1958, um Stücke von Thelonious Monk einzuspielen. Ab den 1970er Jahren arbeiteten sie intensiv zusammen und veröffentlichten mehrere Alben mit Duo-Aufnahmen. 
Waldron war auch als Filmkomponist tätig, u. a. für die Spielfilme Die lässige Welt (1963), Drei Zimmer in Manhattan (1965); Sweet Love Bitter (1967) und George qui? (1973). Im Bereich des Jazz schrieb er Standards wie Soul Eyes (für John Coltrane), Left Alone oder 	Fire Waltz.
Waldrons Duoplatte mit Judi Silvano enthält mit dem Titel Mal Waldron eine berührende musikhistorische Würdigung durch die Sängerin. Die Pianistin Mala Waldron, mit der er 1995 auch aufnahm, ist seine Tochter. 2002 erlag Waldron einem Krebsleiden.

## Sonstiges
Mal Waldron gebührt u. a. das Verdienst, 1969 mit Free at Last die allererste Veröffentlichung des renommierten Labels ECM eingespielt zu haben; begleitet wurde er vom Bassisten Isla Eckinger und dem Schlagzeuger Clarence Becton. Es blieb sein einziges Album bei diesem Label.

## Veröffentlichungen (Auswahl)
- Don’t Explain von Billie Holiday (1956)
- Mal / 2 von Mal Waldron (1957)
- Steve Lacy plays Thelonious Monk von Steve Lacy mit Buell Neidlinger und Elvin Jones (1958)
- Left Alone von Mal Waldron (1959)
- Blues & Roots von Charles Mingus (1959)
- The Quest von Mal Waldron (1961)
- At the Five Spot Vol. 1 - 3 von Eric Dolphy & Booker Little mit Richard Davis und Ed Blackwell (1961)
- Free at Last von Mal Waldron (1969)
- All Alone - Live in Tokyo von Mal Waldron (1971)
- The Call von Mal Waldron mit Jimmy Jackson, Eberhard Weber, Fred Braceful (1971)
- A Little Bit of Miles von Mal Waldron mit Pierre Courbois und Henk Haverhoek (1972)
- Hard Talk von Mal Waldron (1974)
- Moods von Mal Waldron (1978)
- Ursula von Mal Waldron mit Patrice Caratini und Franco Manzecchi (rec. 1969, ed. 1978)
- Mingus Lives von Mal Waldron, Piano solo, Live at the Chapati Club, Spa/Belgium (1979)
- Live at Dreher Paris 1981, mit Steve Lacy
- In Retrospect von Mal Waldron (1982)
- With Mal. Sumiko Yoseyama meets Mal Waldron von Sumiko Yoseyama (1983)
- Dedication von Mal Waldron, David Friesen (1985)
- Songs of Love and Regret von Mal Waldron, Marion Brown (1985)
- The Seagulls of Kristiansund - Live at the Village Vanguard von Mal Waldron Quintet (Mal Waldron, Woody Shaw, Charlie Rouse, Reggie Workman, Ed Blackwell) (1986)
- The Git Go - Live At the Village Vanguard von Mal Waldron Quintet (Mal Waldron, Woody Shaw, Charlie Rouse, Reggie Workman, Ed Blackwell) (1986)
- Left Alone ’86 von Mal Waldron (1986)
- Live at Sweet Basil von Mal Waldron, Steve Lacy (1987)
- Mal, Dance and Soul von Mal Waldron (1987)
- For you only von Tom Mega (1987)
- Update (1987) von Mal Waldron (Solo Piano)
- Evidence von Mal Waldron (1988)
- Flakes von Mal Waldron, Tiziana Simona, Enrico Rava, Steve Lacy (1988)
- Much More von Mal Waldron, Marion Brown (1988)
- duo - quartet - solo von Mal Waldron, Christian Burchard (1989) (auch als Into the Light)
- Where are you? von Mal Waldron (1989)
- More Git’ Go At Utopia von Mal Waldron, Jim Pepper, Ed Schuller, John Betsch (1989)
- Crowd Scene von Mal Waldron (1989)
- Quadrologue at Utopia von Mal Waldron, Jim Pepper (1989)
- Up and Down von Mal Waldron, Chico Freeman (1989)
- Hot House von Mal Waldron, Steve Lacy (1990)
- Our Colline's A Treasure (1991) von Mal Waldron Trio (Mal Waldron, Leonard Jones, Sangoma Everett)
- After Hours von Mal Waldron und Jeanne Lee (1994)
- Mal, Verve, Black & Blue Live at Satiricon von Mal Waldron (1994)
- The Big Rochade mit Nicolas Simion (1995)
- Soul Eyes von Mal Waldron mit Steve Coleman, Joe Henderson, Jeanne Lee, Abbey Lincoln, Reggie Workman, Andrew Cyrille (1997)
- Riding a Zephyr von Judi Silvano und Mal Waldron (2000)
- Left Alone Revisited von Mal Waldron und Archie Shepp (2002)
- Searching in Grenoble: The 1978 Solo Piano Concert (2022)

## Lexikalische Einträge
- Ian Carr, Digby Fairweather, Brian Priestley: Rough Guide Jazz. Der ultimative Führer zur Jazzmusik. 1700 Künstler und Bands von den Anfängen bis heute. Metzler, Stuttgart/Weimar 1999, ISBN 3-476-01584-X.
- Leonard Feather, Ira Gitler: The Biographical Encyclopedia of Jazz. Oxford University Press, New York 1999, ISBN 0-19-532000-X.
- Wolf Kampmann (Hrsg.), unter Mitarbeit von Ekkehard Jost: Reclams Jazzlexikon. Reclam, Stuttgart 2003, ISBN 3-15-010528-5.
- Martin Kunzler: Jazz-Lexikon. Band 2: M–Z (= rororo-Sachbuch. Bd. 16513). 2. Auflage. Rowohlt, Reinbek bei Hamburg 2004, ISBN 3-499-16513-9.